# Liegender Enzian
Der Liegende Enzian (Gentiana prostrata) ist eine Pflanzenart aus der Gattung der Enziane (Gentiana) innerhalb der Familie der Enziangewächse (Gentianaceae).

## Beschreibung

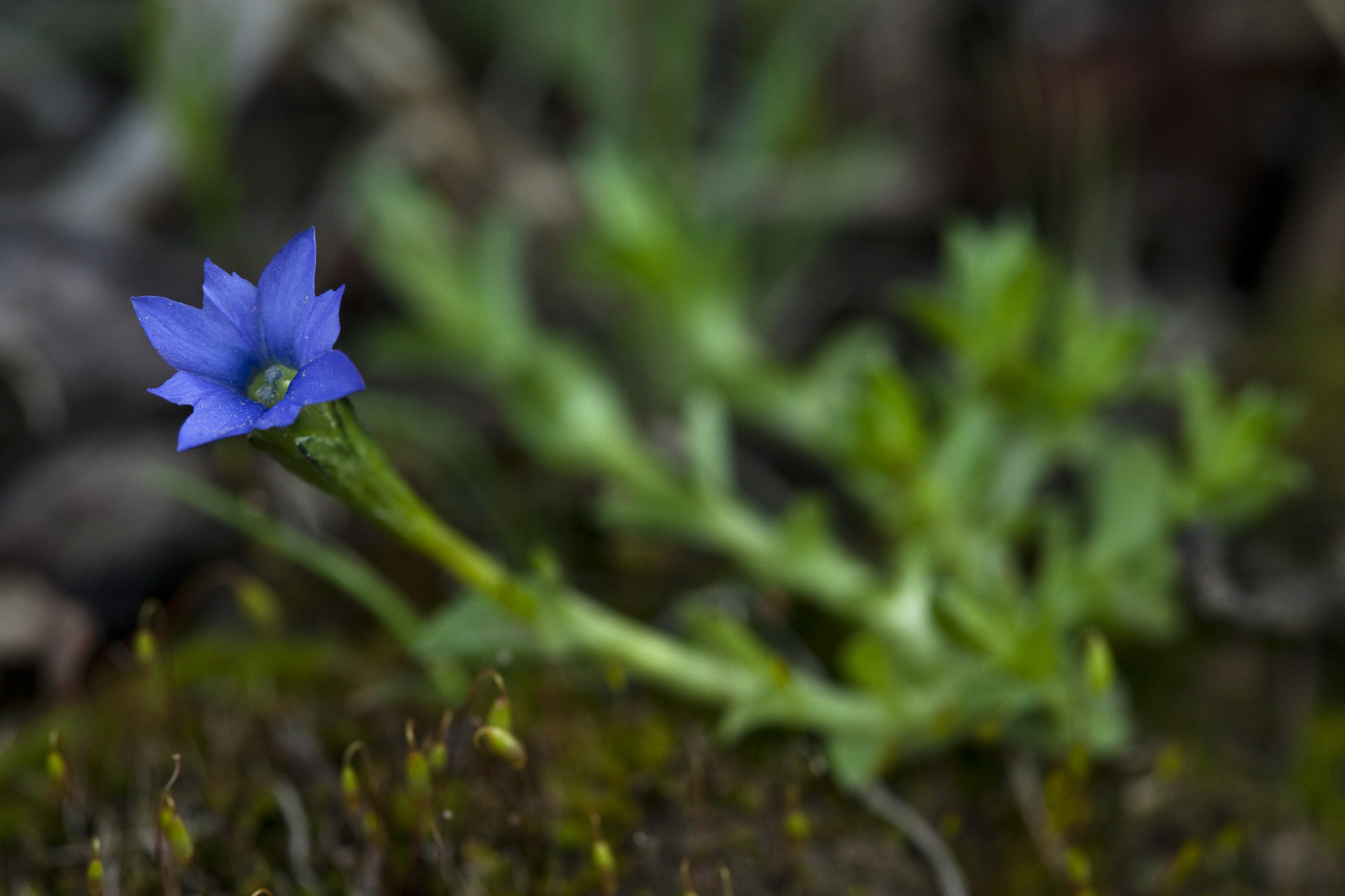
Einzelnstehende Blüte

### Vegetative Merkmale
Der Liegende Enzian ist eine einjährige krautige Pflanze mit Wuchshöhen von 2 bis 5, selten bis zu 7 Zentimetern. Die Stängel sind niederliegend oder aufsteigend, unverzweigt oder mit wenigen grundständigen Verzweigungen.
Die Laubblätter sind am Stängel fast dachziegelig dicht gedrängt. Die gegenständigen Laubblätter sind etwa 8 Millimeter lang und 4 Millimeter breit und an der Basis mit einer kurzen Scheide versehen. Die einfache, ziemlich fleischige Blattspreite ist schmal verkehrt-eiförmig bis länglich mit stumpfem oberen Ende. Der Blattrand ist knorpelig.

### Generative Merkmale
Die zwittrigen Blüten sind radiärsymmetrisch und fünfzählig mit doppelter Blütenhülle. Der Kelch ist bei einer Länge von bis zu 1 Zentimeter röhrig und halb so lang wie die Krone. Die Kelchzähne sind breit dreieckig mit stumpfem oberen Ende. Die Krone ist 10 bis 20 Millimeter lang, schmal verkehrt-kegelförmig, stahlblau und zur Basis hin grünlich-weiß. Ihr Saum ist zu einem flachen Stern ausgebreitet. Zwischen den fünf Kronzipfel findet sich ein großer dreieckiger Zahn, der nur 1 Millimeter kürzer ist als die Kronlappen. Die Narben sind lineal und zurückgerollt.
Die Kapselfrucht ist länglich-linealisch und am Grund gerundet. Die Samen sind länglich und geflügelt.

## Vorkommen
In Europa kommt Gentiana prostrata nur in den Ostalpen in Österreich, in der Schweiz und im nordöstlichen Italien und im nordwestlichen Russland vor. Er wächst dort auf feuchten, steinigen Hängen in Höhenlagen von 2200 bis 2720 Metern. Er findet in den Alpen sein Optimum in Pflanzengesellschaften des Verbands Oxytropido-Elynion.
Die ökologischen Zeigerwerte nach Landolt et al. 2010 sind in der Schweiz: Feuchtezahl F = 2+ (frisch), Lichtzahl L = 4 (hell), Reaktionszahl R = 4 (neutral bis basisch), Temperaturzahl T = 1 (alpin und nival), Nährstoffzahl N = 4 (nährstoffreich), Kontinentalitätszahl K = 3 (subozeanisch bis subkontinental).

## Taxonomie
Die Erstveröffentlichung erfolgte 1789 unter dem Namen Gentiana prostrata durch Thaddaeus Peregrinus Xaverius Haenke in Nicolaus Joseph von Jacquin: Collectanea, Band 2, S. 66–68, Tafel 17, Figur 2. Ein Synonym für Gentiana prostrata Haenke ist Ciminalis prostrata (Haenke) Á.Löve & D.Löve.